# Hovhannes Hambardzumyan
Hovhannes Hambardzumyan (en arménien : Հովհաննես Համբարձումյան), né le 4 octobre 1990 à Erevan, est un footballeur international arménien. Il évolue au poste de défenseur dans le club chypriote de l'Anorthosis Famagouste.

## Biographie

### En club
Il inscrit six buts en première division arménienne lors de la saison 2012-2013, puis sept buts dans le championnat de Macédoine en 2015-2016.
Il participe à plusieurs reprises aux tours préliminaires de la Ligue des champions et de la Ligue Europa.

### En équipe nationale
Hambardzumyan reçoit sa première sélection en équipe d'Arménie le 11 août 2010, en amical contre l'Iran (défaite 1-3 à Erevan).
Il inscrit son premier but le 1er mai 2016, en amical contre le Salvador (victoire 0-4 à Carson). Il marque son deuxième but le 5 octobre 2017, contre la Pologne. Ce match perdu 1-6 à domicile rentre dans le cadre des éliminatoires du mondial 2018.

## Palmarès
Banants Erevan
- Champion d'Arménie en 2014.
- Finaliste de la Coupe d'Arménie en 2008, 2009 et 2010.
- Finaliste de la Supercoupe d'Arménie en 2010 et 2011.

 FK Vardar Skopje
- Champion de Macédoine en 2015, 2016 et 2017.
- Vainqueur de la Supercoupe de Macédoine en 2015.